# Tuffi ai campionati europei di nuoto 2020 - Squadra mista
La gara a squadre dei tuffi ai Campionati europei di nuoto 2020 si è svolta il 10 maggio 2021 alla Duna Aréna di Budapest in Ungheria e vi hanno preso parte 7 squadre miste di atleti, provenienti da altrettante diverse nazioni.

## Regolamento
Ogni nazione poteva schierare fino a 4 atleti, di cui due maschi e quattro femmine.
Sono stati eseguiti 6 serie di tuffi: i primi 3 dal trampolino 3 metri ed i secondi 3 dalla piattaforma 10 metri, rispettivamente i prime due individuali femminile e maschile e il terzo sincro misto. 

## Medaglie
| Posizione | Atleti                                                                            | Paese    |
| --------- | --------------------------------------------------------------------------------- | -------- |
| Oro       | Kristina Ilinykh Evgenij Kuznecov Ekaterina Beliaeva Viktor Minibaev              | Russia   |
| Argento   | Chiara Pellacani Andreas Sargent Larsen Sarah Jodoin Di Maria Riccardo Giovannini | Italia   |
| Bronzo    | Tina Punzel Patrick Hausding Christina Wassen Lou Massenberg                      | Germania |

## Partecipanti
Hanno preso parte alla competizione sette squadre nazionali. Tutte le nazioni hanno schierato 4 tuffatori, ad eccezione dell'Ungheria che ne ha schierati tre. 
Il tuffatore più giovane è stato l'ucraino Oleksij Sereda nato il 25 dicembre 2005, mentre il più anziano il russo Viktor Minibaev nato il 18 luglio 1991.
La norvegia ha schierato le sorelle Anne Vilde Tuxen ed Helle Tuxen.
| Nazione       | Tuffatori                                                                         |
| ------------- | --------------------------------------------------------------------------------- |
| Germania      | Tina Punzel Patrick Hausding Christina Wassen Lou Massenberg                      |
| Gran Bretagna | Yasmin Harper Ross Haslam Noah Williams Eden Cheng                                |
| Italia        | Chiara Pellacani Andreas Sargent Larsen Sarah Jodoin Di Maria Riccardo Giovannini |
| Norvegia      | Anne Vilde Tuxen Axel Nyborg Helle Tuxen Caroline Kupka                           |
| Russia        | Kristina Ilinykh Evgenij Kuznecov Ekaterina Beliaeva Viktor Minibaev              |
| Ucraina       | Arnautova Anna Oleh Kolodij Kseniia Bailo Oleksij Sereda                          |
| Ungheria      | Botond Bota Lilla Szabo-Seri Patricia Kun                                         |

## Risultati
| Class.  | Nazione       | Tuffatori                                                                         | Punti | Punti | Punti | Punti | Punti | Punti | Punti  |
| Class.  | Nazione       | Tuffatori                                                                         | T1    | T2    | T3    | T4    | T5    | T6    | Totale |
| Class.  | Nazione       | Tuffatori                                                                         | T3F   | T3M   | S3X   | P10F  | P10M  | P10X  | Totale |
| ------- | ------------- | --------------------------------------------------------------------------------- | ----- | ----- | ----- | ----- | ----- | ----- | ------ |
| Oro     | Russia        | Kristina Ilinykh Evgenij Kuznecov Ekaterina Beliaeva Viktor Minibaev              | 49.50 | 96.90 | 54.00 | 72.00 | 81.00 | 78.40 | 431.80 |
| Argento | Italia        | Chiara Pellacani Andreas Sargent Larsen Sarah Jodoin Di Maria Riccardo Giovannini | 63.00 | 80.50 | 64.50 | 65.60 | 88.80 | 65.60 | 428.00 |
| Bronzo  | Germania      | Tina Punzel Patrick Hausding Christina Wassen Lou Massenberg                      | 80.50 | 64.50 | 74.40 | 62.40 | 72.00 | 67.20 | 421.80 |
| 4       | Gran Bretagna | Yasmin Harper Ross Haslam Noah Williams Eden Cheng                                | 51.00 | 55.10 | 40.50 | 86.40 | 73.60 | 76.80 | 383.40 |
| 5       | Ucraina       | Arnautova Anna Oleh Kolodij Kseniia Bailo Oleksij Sereda                          | 36.00 | 72.20 | 63.00 | 65.60 | 82.80 | 62.40 | 382.00 |
| 6       | Ungheria      | Botond Bota Lilla Szabo-Seri Patricia Kun                                         | 74.80 | 26.60 | 48.00 | 37.80 | 35.15 | 35.65 | 258.00 |
| 7       | Norvegia      | Anne Vilde Tuxen Axel Nyborg Helle Tuxen Caroline Kupka                           | 52.65 | 46.50 | 51.80 | 22.40 | 33.25 | 30.40 | 237.00 |